# Thế vận hội Mùa hè 1912
Thế vận hội Mùa hè 1912 (tiếng Thụy Điển: Olympiska sommarspelen 1912), chính thức được gọi là Thế vận hội Mùa hè lần thứ V (tiếng Thụy Điển: Den V olympiadens spel) và thường được biết đến với tên gọi Stockholm 1912, là một sự kiện thể thao quốc tế đa môn được tổ chức tại Stockholm, Thụy Điển, từ ngày 6 tháng 7 đến ngày 22 tháng 7 năm 1912. Lễ khai mạc được tổ chức vào ngày 6 tháng 7.
Có 28 quốc gia với 2.408 vận động viên, bao gồm 48 nữ, tham gia tranh tài ở 102 nội dung thuộc 14 môn thể thao. Ngoại trừ môn quần vợt (bắt đầu từ ngày 5 tháng 5), bóng đá và bắn súng (đều bắt đầu từ ngày 29 tháng 6), các môn thi đấu còn lại diễn ra trong khoảng một tháng tính từ ngày khai mạc chính thức 6 tháng 7. Đây là kỳ Thế vận hội cuối cùng trao huy chương vàng bằng vàng nguyên chất, và với sự xuất hiện của Nhật Bản, đây là lần đầu tiên có một đội tuyển chính thức từ châu Á tham dự Olympic. Stockholm là ứng cử viên duy nhất và được chọn đăng cai vào năm 1909.
Hoa Kỳ giành được nhiều huy chương vàng nhất (26), trong khi nước chủ nhà Thụy Điển giành được tổng số huy chương nhiều nhất (65). Đây cũng là kỳ Thế vận hội cuối cùng trước khoảng thời gian gián đoạn 8 năm do ảnh hưởng của Chiến tranh Thế giới thứ nhất. Kỳ Olympic tiếp theo được tổ chức vào năm 1920 tại Antwerp, Bỉ. 

## Lựa chọn chủ nhà
Sau Thế vận hội Mùa hè 1908 tại Luân Đôn, chính quyền Thụy Điển đã ngay lập tức tìm cách đảm bảo rằng kỳ Thế vận hội tiếp theo sẽ được tổ chức tại nước mình. Khi đó, Thụy Điển có hai đại diện trong Ủy ban Olympic Quốc tế (IOC), là Viktor Balck và Clarence von Rosen. Hai ông đã đề xuất ý tưởng này với các tổ chức thể thao quốc gia phụ trách điền kinh và thể dục dụng cụ của Thụy Điển nhằm đảm bảo sự ủng hộ cho bất kỳ nỗ lực đăng cai nào.  Quốc vương Gustaf V đã được thỉnh cầu vào ngày 6 tháng 5 năm 1909 sau khi các kế hoạch sơ bộ cho đề án đăng cai Stockholm được công bố, trong đó ước tính chi phí tổ chức Thế vận hội là 415.000 kronor (tương đương £23.050 hoặc $115.250). Chính phủ đã chấp nhận bản kiến nghị này thay mặt Nhà vua và bày tỏ sự ủng hộ đối với hồ sơ đăng cai.
Vào ngày 28 tháng 5, tại cuộc họp của IOC ở Berlin, các đại diện Thụy Điển tuyên bố rằng họ đã có sự hậu thuẫn tài chính đầy đủ để tổ chức Thế vận hội tiếp theo tại Stockholm. Một thỏa thuận đã được ký kết với đại diện IOC của Đức, theo đó Berlin sẽ là thành phố đăng cai Thế vận hội Mùa hè 1916. Cuối cùng, Thế vận hội đã được trao quyền đăng cai cho Thụy Điển, với Stockholm là thành phố duy nhất được đề cử cho Thế vận hội Mùa hè 1912.

## Môn thể thao
Chương trình Thế vận hội Mùa hè 1912 bao gồm 14 môn thể thao, trải rộng trên 18 phân môn và tổng cộng 102 nội dung thi đấu. Số lượng nội dung trong mỗi phân môn được ghi trong dấu ngoặc đơn.
- Thể thao dưới nước
  -  Nhảy cầu (4)

- -  Bơi lội (9)

- -  Bóng nước (1)

- Điền kinh (30)

- Xe đạp (2)

- Đua ngựa

- - Cưỡi ngựa nghệ thuật (1)
  - Ba môn phối hợp cưỡi ngựa (2)
  - Nhảy ngựa vượt rào (2)
- Đấu kiếm (5)

- Bóng đá (1)

- Thể dục dụng cụ (4)

- Năm môn phối hợp hiện đại (1)
- Chèo thuyền (4)

- Thuyền buồm (4)

- Bắn súng (18)

- Quần vợt (8)

- Kéo co (1)

- Vật (5)

## Các quốc gia tham dự

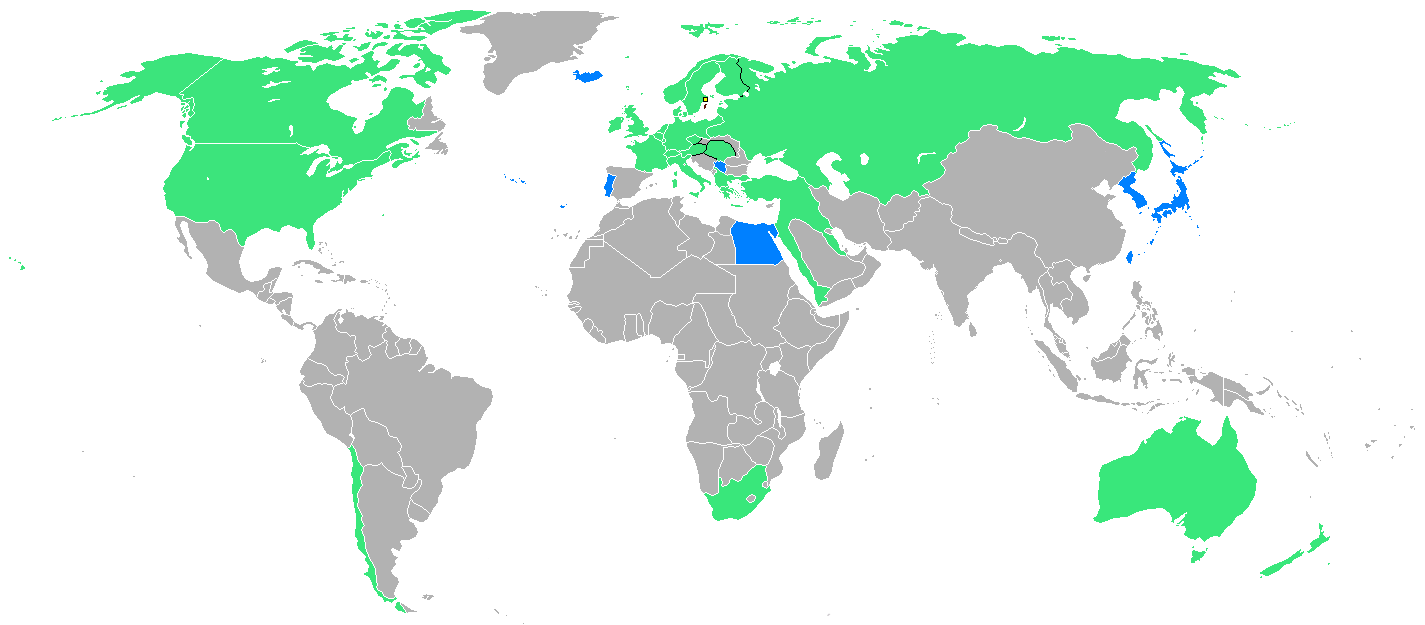
Các quốc gia tham dự

Có 28 quốc gia tham gia Thế vận hội năm 1912. Ai Cập lần đầu tiên tham dự, cũng như Luxembourg, Iceland, Bồ Đào Nha, và Serbia. Nhật Bản cũng lần đầu góp mặt, đánh dấu sự xuất hiện đầu tiên của một quốc gia châu Á tại Thế vận hội. Chile lần đầu tiên tham dự với tư cách là một đội tuyển quốc gia, với 14 vận động viên, mặc dù trước đó nước này đã từng cử một cá nhân tham dự Thế vận hội 1896. Đây cũng là lần đầu tiên các vận động viên người Armenia thi đấu tại Olympic, là một phần của đội tuyển Thổ Nhĩ Kỳ (tên gọi chính thức của Đế quốc Ottoman thời điểm đó). Serbia tham dự với tư cách là một quốc gia độc lập chỉ duy nhất tại kỳ Olympic này, và mãi đến Thế vận hội Mùa hè 2008, gần một thế kỷ sau, họ mới trở lại với tư cách độc lập.
Quốc gia duy nhất tham dự Thế vận hội Luân Đôn 1908 nhưng vắng mặt tại Stockholm 1912 là Argentina.
Áo và Hungary tham dự với tư cách hai quốc gia có chủ quyền riêng biệt. Thực thể chính trị được gọi là "Áo-Hung" thường bị hiểu nhầm là một quốc gia thống nhất, trong khi thực tế đây là hai nhà nước có chủ quyền tồn tại trong liên minh hoàng gia, cùng dưới quyền một vị vua, người mang danh hiệu hoàng đế Áo và vua Hungary.
Tại thời điểm đó: Australasia (gồm Úc và New Zealand), Canada và Nam Phi đều thuộc Đế quốc Anh. Bohemia là một phần của Áo. Iceland là một phần của Đan Mạch. Phần Lan thuộc Nga. Ai Cập trên danh nghĩa vẫn thuộc quyền kiểm soát của Thổ Nhĩ Kỳ, nhưng trên thực tế đã do Anh cai quản từ năm 1882.
| Các Ủy ban Olympic Quốc gia tham dự |
| --- |
| - Australasia (26 vận động viên) - Áo (85) - Bỉ (36) - Bohemia (39) - Canada (36) - Chile (14) - Đan Mạch (152) - Ai Cập (1) - Phần Lan (164) - Pháp (112) - Đức (187) - Anh Quốc (279) - Hy Lạp (22) - Hungary (119) - Iceland (2) - Ý (68) - Nhật Bản (2) - Luxembourg (21) - Hà Lan (33) - Na Uy (191) - Bồ Đào Nha (6) - Đế quốc Nga (159) - Serbia (2) - Nam Phi (21) - Thụy Điển (444) (chủ nhà) - Thụy Sĩ (1) - Thổ Nhĩ Kỳ (2) - Hoa Kỳ (174) |

## Bảng huy chương
| Hạng                | NOC                 | Vàng | Bạc | Đồng | Tổng số |
| ------------------- | ------------------- | ---- | --- | ---- | ------- |
| 1                   | Hoa Kỳ              | 26   | 19  | 19   | 64      |
| 2                   | Thụy Điển           | 23   | 25  | 17   | 65      |
| 3                   | Anh Quốc            | 10   | 15  | 16   | 41      |
| 4                   | Phần Lan            | 9    | 8   | 9    | 26      |
| 5                   | Pháp                | 7    | 5   | 3    | 15      |
| 6                   | Đức                 | 6    | 13  | 7    | 26      |
| 7                   | Ý                   | 5    | 1   | 2    | 8       |
| 8                   | Nam Phi             | 4    | 2   | 0    | 6       |
| 9                   | Na Uy               | 3    | 2   | 5    | 10      |
| 10                  | Canada              | 3    | 2   | 3    | 8       |
| 10                  | Hungary             | 3    | 2   | 3    | 8       |
| 12                  | Australasia         | 2    | 2   | 3    | 7       |
| 13                  | Bỉ                  | 2    | 1   | 3    | 6       |
| 14                  | Đan Mạch            | 1    | 6   | 5    | 12      |
| 15                  | Hy Lạp              | 1    | 0   | 1    | 2       |
| 16                  | Thụy Sĩ             | 1    | 0   | 0    | 1       |
| 17                  | Đế quốc Nga         | 0    | 2   | 3    | 5       |
| 18                  | Áo                  | 0    | 2   | 2    | 4       |
| 19                  | Hà Lan              | 0    | 0   | 3    | 3       |
| Tổng số (19 đơn vị) | Tổng số (19 đơn vị) | 106  | 107 | 104  | 317     |